# Tannay (Švýcarsko)
Tannay je obec na jihozápadě Švýcarska v kantonu Vaud. Leží na břehu Ženevského jezera. Žije zde přibližně 1 600 obyvatel.

## Geografie

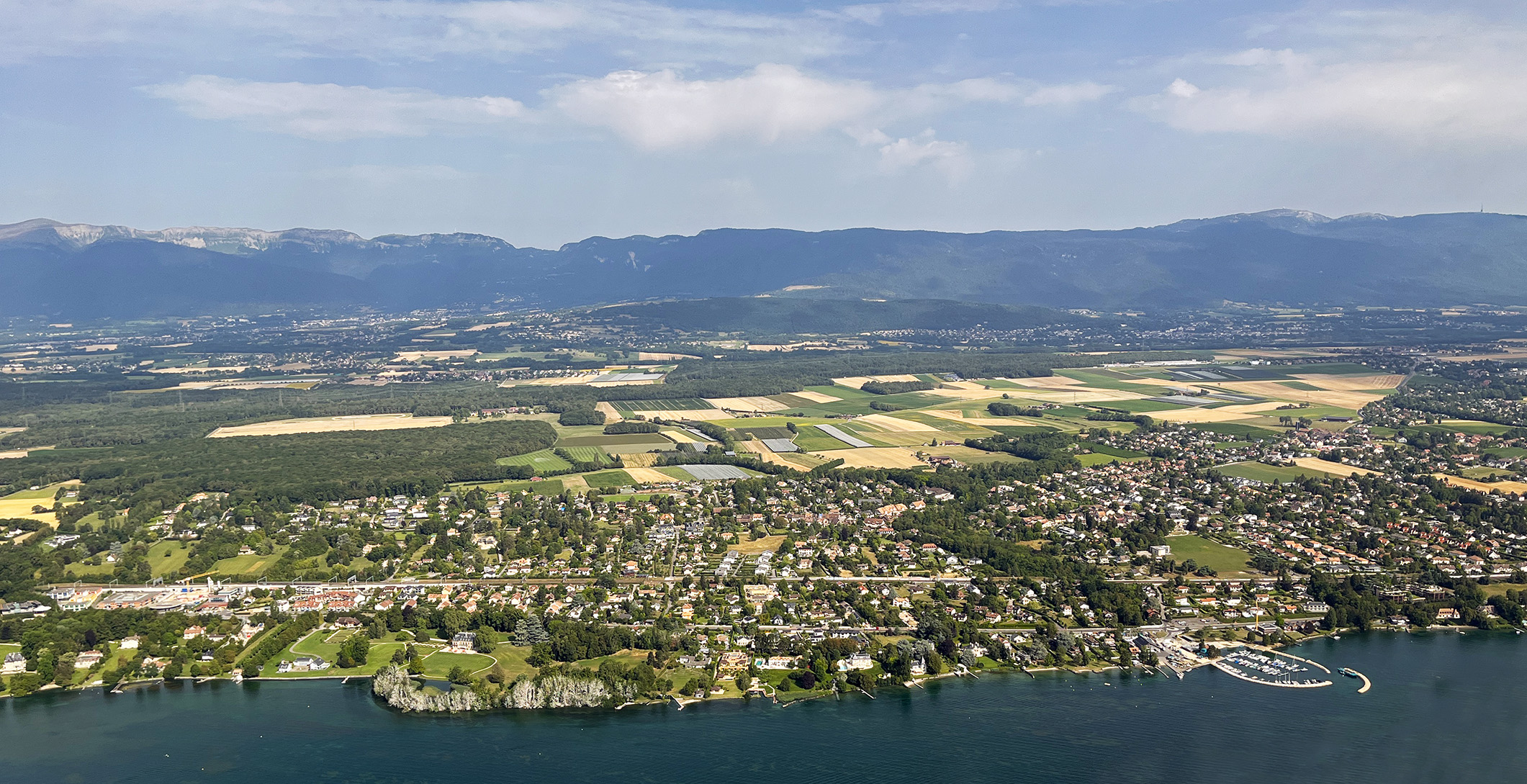
Pohled na Mies a Tannay

Tannay leží v nadmořské výšce 410 metrů na jihozápadě kantonu Vaud, 12 km severně od Ženevy. Obec se rozkládá v blízkosti západního břehu Ženevského jezera na svahu, který se mírně svažuje k jezeru, severně od malého údolí protékaného potokem Nant.
Území obce o rozloze 1,8 km² pokrývá malou část západního břehu Ženevského jezera. Území obce se rozprostírá od břehu jezera směrem na západ přes pobřeží na sousední hřeben. Nejvyšší bod Tannay leží v nadmořské výšce 463 m. Západní hranice území obce vede podél kanalizované říčky Creuson, přítoku řeky Versoix. Jižní hranici tvoří zpočátku potok Torry a po jeho vtoku do Nantu tento potok. Nant, který se vlévá přímo do Ženevského jezera, vytvořil u Tannay malé údolí. V roce 1997 tvořila 34 % rozlohy obce zastavěná plocha, 14 % lesy a lesní porosty, 51 % zemědělství a asi 1 % neproduktivní půda.
Tannay zahrnuje rozsáhlé čtvrti rodinných domů. Sousedními obcemi Tannay jsou Mies, Chavannes-des-Bois, Commugny a Coppet.

## Historie
První písemná zmínka o obci pochází z roku 1390 a nese název Taney. Ve středověku patřilo Tannay k panství Coppet. Po dobytí Vaudu Bernem v roce 1536 přešla vesnice pod správu panství Nyon. Po pádu Staré konfederace patřilo Tannay v letech 1798–1803 v období Helvétské republiky ke kantonu Léman, který byl poté po vstupu v platnost Ústavy o zprostředkování sloučen s kantonem Vaud. V roce 1798 byla obec přiřazena k okresu Nyon.

## Obyvatelstvo
| Rok            | 1850 | 1880 | 1900 | 1910 | 1930 | 1950 | 1960 | 1970 | 1980 | 1990 | 2000 |
| Počet obyvatel | 160  | 171  | 135  | 146  | 212  | 251  | 360  | 483  | 775  | 1003 | 1227 |

Z celkového počtu obyvatel je 70,7 % francouzsky mluvících, 10,0 % německy mluvících a 9,1 % anglicky mluvících (stav v roce 2000). Zejména po roce 1960 došlo díky intenzivní výstavbě k výraznému nárůstu počtu obyvatel.

## Hospodářství

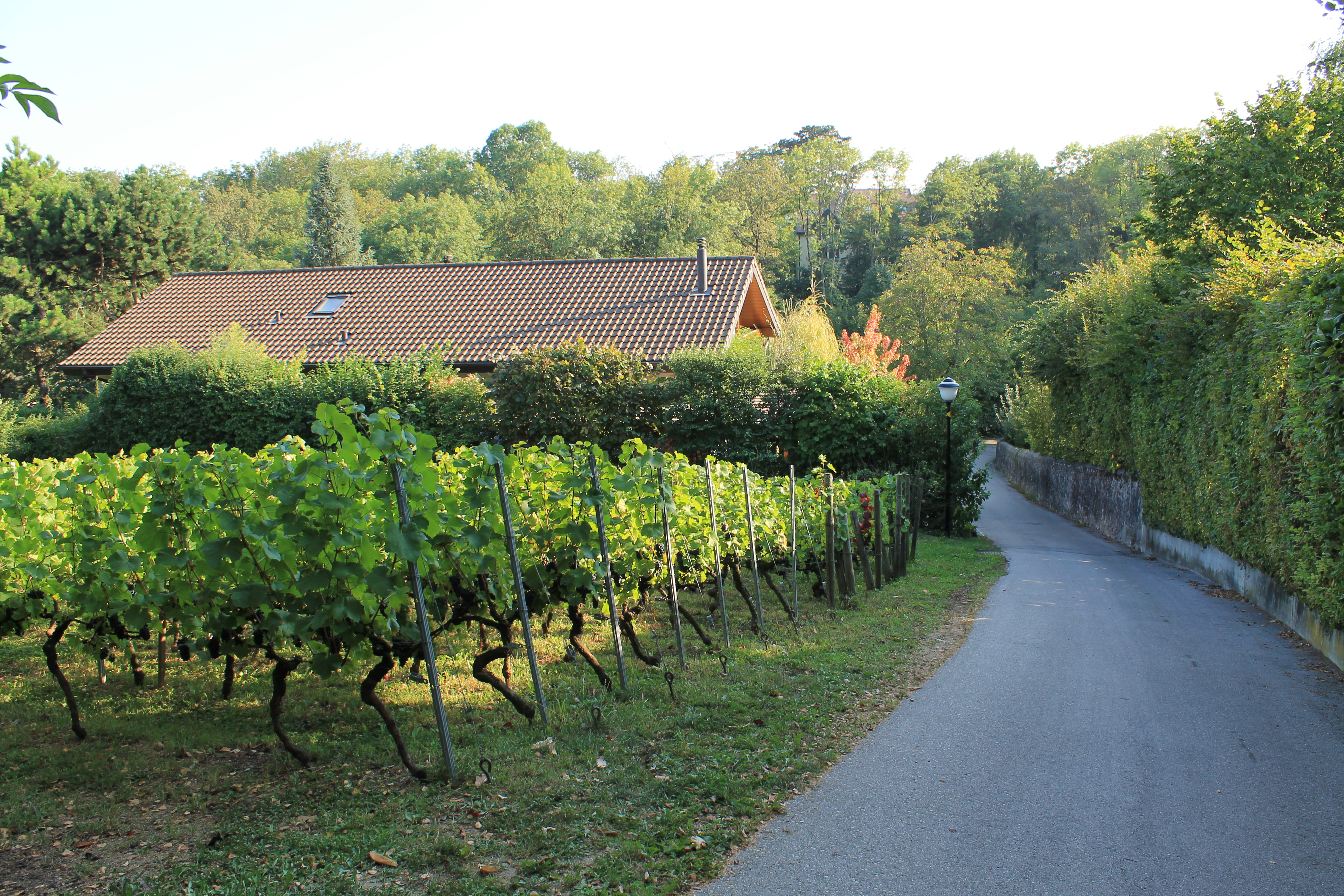
Vinice v obci

Až do poloviny 20. století bylo Tannay vesnicí, která se vyznačovala především zemědělstvím. Dnes hraje zemědělství jako zdroj obživy pro obyvatele vesnice pouze okrajovou roli; zaměřuje se na ornou půdu a drobné vinařství. Pracovní příležitosti jsou k dispozici v místním průmyslu a ve službách. V posledních desetiletích se obec díky své atraktivní poloze rozvinula v rezidenční obec. Mnoho zaměstnanců dojíždí za prací převážně do Ženevy.

## Doprava
Obec má dobré dopravní spojení. Leží na silnici z Versoix do francouzského Divonne-les-Bains. Železniční trať z Coppet do Versoix, součást hlavní trati SBB Lausanne–Ženeva se zastávkou v Tannay, byla otevřena 24. dubna 1858. Podél břehu jezera vede hlavní silnice č. 1.